# Michael Ohana
Michael Ohana (in ebraico מיכאל אוחנה‎?; Gerusalemme, 4 ottobre 1995) è un calciatore israeliano, centrocampista dell'Ironi Tiberias.